# Kamalondo-depressie
De Upemba-depressie (ook bekend als de Kamalondo-depressie) is een grote moerassige kom in de Democratische Republiek Congo, bestaande uit ongeveer vijftig meren. Hiervan zijn 22 relatief groot, waaronder het Upembameer (530 km²) en het Kisalemeer (300 km²). In een vroegere periode werd het gebied waarschijnlijk ingenomen door één groot meer.
Het gebied is bedekt met moerasland en ligt gedeeltelijk binnen het Nationaal park Upemba in het district Haut-Lomami. De Upemba-depressie is vrijwel continu bewoond sinds de 4e eeuw na Christus en wordt beschouwd als de bakermat van het Luba-rijk (1585-1889). Chronologische analyses op basis van meer dan 55 radiokoolstofdateringen en thermoluminescentie tonen perioden van bewoning sinds de steentijd.
Het gebied omvat veel archeologische vindplaatsen, zoals de Kisale-graven, en staat op de voorlopige lijst voor UNESCO-werelderfgoed. Vrij vertaald luidt de motivatie voor de nominatie als werelderfgoed:
"Deze grote depressie herbergt de grootste bekende begraafplaats in Sub-Sahara Afrika. Meer dan 40 archeologische vindplaatsen zijn geïdentificeerd, maar slechts zes zijn tot nu toe gedeeltelijk opgegraven. Hun bestudering maakt het mogelijk de volledige bezettingsgeschiedenis van de regio over twee millennia te traceren en zo de geschiedenis te reconstrueren van een van de belangrijkste etnische groepen in Centraal-Afrika: de Luba."

## Belangrijke Meren
- Kabambameer
- Kabelemeer
- Kabwemeer
- Kangemeer
- Kibalameer
- Kisalemeer
- Kalondomeer
- Kapondwemeer
- Kasalameer
- Kayumbameer
- Kiubomeer
- Lukongameer
- Lundemeer
- Mulendameer
- Muyumbwemeer
- Noalameer
- Sanwameer
- Songwemeer
- Tungwemeer
- Upembameer
- Zimbambomeer